# جلبک آهکی
جلبک آهکی (نام علمی: Corallinales) نام یک راسته از شاخه جلبک قرمز است.